# Дарио Бучарели
Дарио Бучарели (на италиански: Dario Bucciarelli) е италиански духовник от XIX век, скопски архиепископ (1864 - 1878).

## Биография
Роден е в 1827 година в Кастелпланио, близо до Анкона, Италия. Присъединява се към францисканския орден на млади години. Служи като мисионер в Албания в продължение на 9 години и е секретар на архиепископа на Шкодра.
В 1860 година е назначен за епископ на Пулт, Албания. В 1864 година става скопски католически архиепископ, като остава на този пост до смъртта си в 1878 година. Отец Бучарели е участник на Първия ватикански събор (1869 – 1870). Бучарели изгражда католическата църква в Призрен, осветена на 31 октомври 1870 година. Автор е и на религиозна проза на албански език „Пътят на Светия кръст и други поклоннически творби“, издадена в Рим в 1862 година - 276-странична книга с религиозни истории, базирани на житията на светците. Твърди се, че е написал и граматика на албанския език на италиански, която се е пазела в Шкодра.
„Католическа енциклопедия“ в 1913 г. го отбелязва като „забележителен“ скопски администратор.